# Talatsaari (ö i Viitasaari, Ylä-Keitele, Kaamatinperä)
Talatsaari är en liten ö i Ylä-Keitelesjön i Finland. Den ligger i sjön Ylä-Keitele och i kommunen Viitasaari i den ekonomiska regionen  Saarijärvi-Viitasaari och landskapet Mellersta Finland, i den centrala delen av landet, 300 km norr om huvudstaden Helsingfors. Öns area är 1,1 hektar och dess största längd är 200 meter i nord-sydlig riktning.